# Prionopetalum aculeatum
Prionopetalum aculeatum är en mångfotingart som beskrevs av Carl Graf Attems 1914. Prionopetalum aculeatum ingår i släktet Prionopetalum och familjen Odontopygidae. Inga underarter finns listade i Catalogue of Life.